# Barbican Estate
Il Barbican Estate è un complesso residenziale della City of London, sito in un'area densamente popolata da negozi e banche.

## Storia
Durante la seconda guerra mondiale, la città di Londra subì gravi danneggiamenti e ingenti perdite di vite umane. L'area di Cripplegate venne completamente rasa al suolo e nel 1951 la popolazione residente era ridotta a sole 5.324 persone, di cui soltanto 48 vivevano a Cripplegate. Nel 1952 si cominciò a discutere sul futuro della zona e nel 1957 si prese la decisione di costruire un nuovo centro residenziale.
Gli immobili vennero costruiti fra il 1965 e il 1976, su una superficie di 140.000 m², che era stata bombardata durante la guerra. Il complesso venne progettato dagli architetti Chamberlin, Powell e Bon. La costruzione riflette il brutalismo, stile in voga in Gran Bretagna negli anni sessanta e settanta, con finitura esterna in cemento armato faccia vista.

## Il complesso

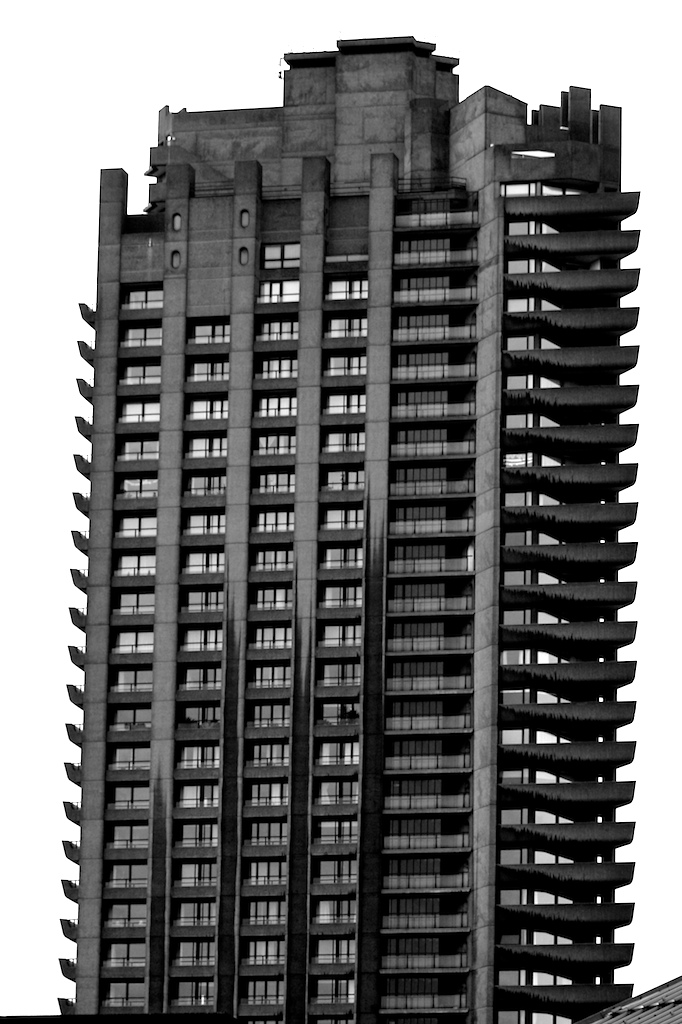
Shakespeare Tower, uno dei tre grattacieli residenziali che fanno parte del Barbican Estate.

Il complesso è costituito da 13 palazzine residenziali raggruppate intorno al lago e a spazi verdi. L'edificio principale è alto sette piani e dà su un terrapieno che collega tutti i servizi del centro e tre strade pedonali su livelli diversi. Non esistono accessi veicolari al complesso e le auto dei residenti debbono essere lasciate in appositi parcheggi siti all'esterno. Un parcheggio pubblico si trova nei sotterranei del Barbican Centre.
Il complesso contiene anche tre dei più alti grattacieli di Londra, costituiti da 42 piani e alti 123 metri. Le torri, da est ad ovest sono:
- Cromwell Tower, completata nel 1973, prese il nome da Oliver Cromwell;[1]
- Shakespeare Tower, completata nel 1976, prese il nome da William Shakespeare;[2]
- Lauderdale Tower, completata nel 1974, prese il nome dal titolo nobiliare di Earls of Lauderdale, Conti di Lauderdale.[3]

## Barbican complex

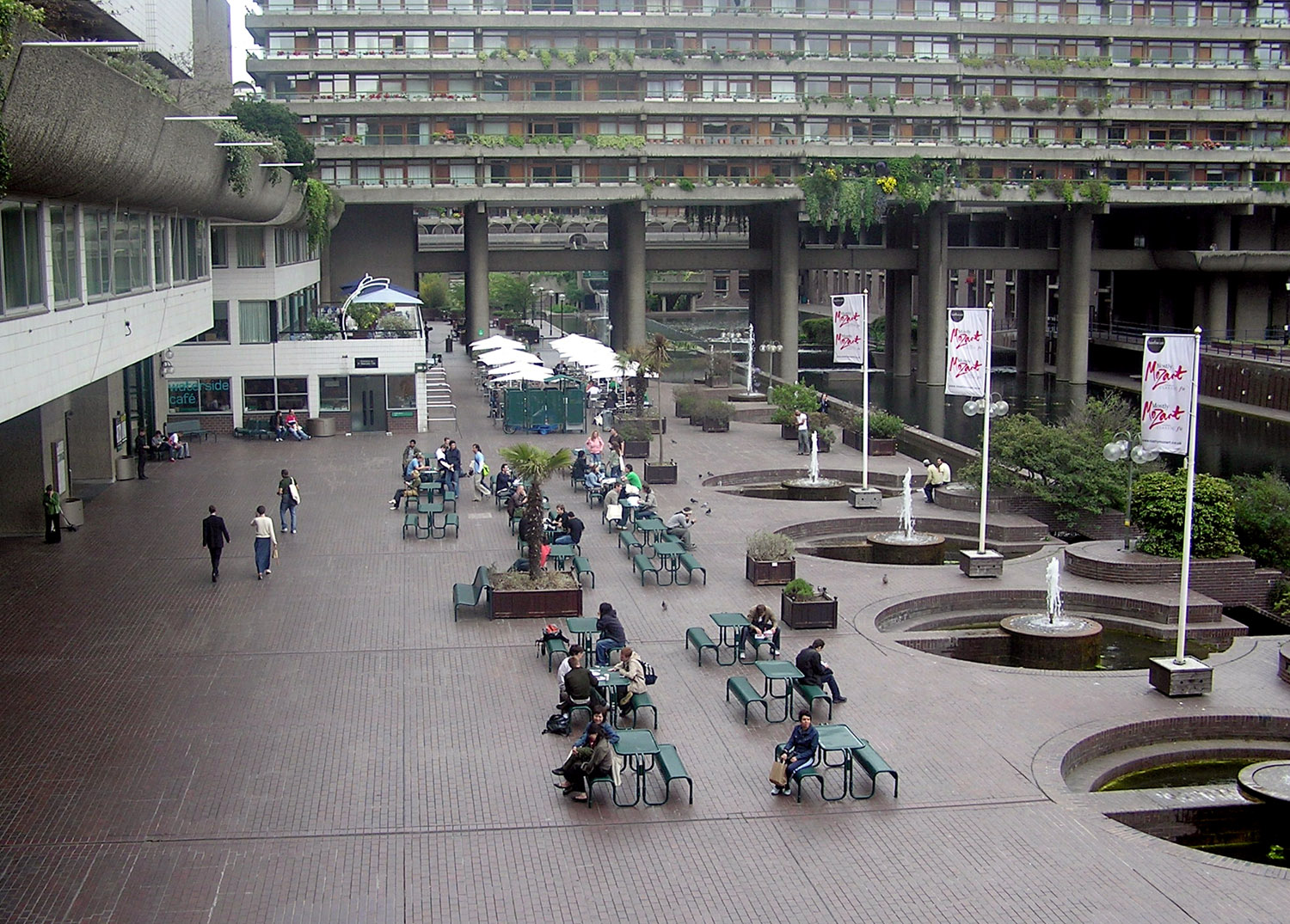
La zona pubblica centrale di Barbican, Lakeside Terrace, divenuta un'area per un bar all'aperto.

Il Barbican Estate comprende anche il Barbican Centre (un centro dedicato agli spettacoli musicali, al balletto e al teatro di prosa), la Barbican public library, la City of London School for Girls, il Museum of London e la Guildhall School of Music and Drama. Un ostello YMCA venne costruito fra il 1965 ed il 1971, per collegare Barbican con il Golden Lane Estate.

## Trasporti pubblici
| Gestore            | Stazioni         | Linea                                                                              |
| ------------------ | ---------------- | ---------------------------------------------------------------------------------- |
| National Rail      | Liverpool Street |                                                                                    |
| National Rail      | Moorgate         |                                                                                    |
| National Rail      | Farringdon       |                                                                                    |
| London Underground | Liverpool Street | Central line · Circle line · Hammersmith & City · Metropolitan line                |
| London Underground | Barbican         | Circle line · Hammersmith & City · Metropolitan line                               |
| London Underground | Moorgate         | Northern line (city branch) · Circle line · Hammersmith & City · Metropolitan line |
| London Underground | St. Paul's       | Central line                                                                       |
| London Underground | Farringdon       | Circle line · Hammersmith & City · Metropolitan line                               |